# نبرد تاسافارونگا
نبرد تاسافارونگا (انگلیسی: Battle of Tassafaronga) یکی از نبردهای جنگ اقیانوس آرام بود.